# 托纳万达
托纳万达（英語：Tonawanda）是位于美国纽约州伊利县的一座城市，地处伊利县西北部、布法罗以北。2010年美国人口普查时，该镇有15130人。其名称源于原住民塔斯卡洛拉语的Tahnawá•teh，意为“汇合的水流”。